# Paul Steinitz
Paul Steinitz (* 25. August 1909 in Chichester; † 21. April 1988 in Oxhey, Surrey) ist einer der Pioniere der Historischen Aufführungspraxis. Er widmete sich vor allem der Musik von Johann Sebastian Bach. Er gründete 1946 die London Bach Society und die Steinitz Bach Players um damit die Musik von Bach mit authentischem Instrumentarium sowie historischer Spiel- und Sangtechnik aufzuführen. Im Verlauf von 25 Jahren führte er erstmals alle Bachschen Kantaten in London auf.

## Jugend und frühe Karriere
(Charles) Paul (Joseph) Steinitz wurde 1909 in Chichester geboren. Sein Vater war anglikanischer Geistlicher. Nach der Schulzeit studierte er am Royal Academy of Music in London, und bei George Oldroyd. Er studierte Orgel, und bekam 1930 das Associateship Diploma (ARCO) Orgeldiplom, und sechs Monate später das Fellowship Diploma am Royal College of Organists (FRCO). In den 1930er Jahren war er Musikdirektor in der Marienkirche in Ashford, Kent. In der Folgezeit widemente er sich der Musik von Johann Sebastian Bach und promovierte 1940 an der Universität London. Nach der Gründung der London Bach Society im Jahre 1946 wurde er als Musikdirektor an der historischen Priory Church of St. Bartholomew-the-Great in London angestellt (1949–1961) und wurde Hauptlehrer am Goldsmiths College der Universität London (1945–1977). Von 1945 bis 1984 war er Professor an der Royal Academy of Music und von 1984 bis 1988 Consultant Professor.

## London Bach Society
1946 gründete Paul Steinitz den Chor (South) London Bach Society. Das Ziel der Gruppe war, sich der Musik Johann Sebastian Bachs in originaler Form zu widmen, ohne den üppigen Stil des Romantismus, der damals bei Bachaufführungen vorherrschte. Ab 1950 wurde die Musik Bachs in deutscher Sprache gesungen. 1952 dirigierte Steinitz die Erstaufführung der Matthäus-Passion in kompletter und originaler Form in England. Dieses Werk wurde jährlich von Steinitz aufgeführt. Er galt als Pionier der historischen Aufführungspraxis.
Der Chor wurde später in „London Bach Society“ (ohne das Wort „South“) umbenannt. Steinitz fing an, alle 208 überlieferten Kantaten von Bach in London aufzuführen. Er begann dieses Projekt im Jahr 1958 und vollendete es 1987, zwei Monate vor seinem Tod.
Im Jahr 1968 gründete er die Steinitz Bach Players, eine Instrumentalgruppe aus Berufsmusikern, die Sympathien für seine Ideen hatten. Zusammen mit dem Chor wurden viele Konzerte aufgeführt, wobei die Vokalmusik von Bach und anderer Barockkomponisten zu Gehör gebracht wurden. Die Aufführungen der Matthäus-Passion, und manchmal der St John Passion hatten einen festen Platz im Londoner Musikkalender. Auch in anderen Städten Südenglands wurde konzertiert. Tourneen ins Ausland fanden statt, darunter USA, Israel, Bulgarien und zweimal die DDR (1964 und 1983, beide Male in der Thomaskirche in Leipzig).
Steinitz beschränkte sich nicht auf die Musik von Bach, sondern er dirigierte auch Werke von anderen Komponisten des Barockzeitalters. Auch zeitgenössische Musik dirigierte er, meist Uraufführungen von britischen Komponisten. Im Jahre 1956 wurde Canticum Sacrum von Stravinsky unter Gastdirigent Robert Craft aufgeführt. Auch Werke von Bruno Maderna, Luigi Dallapiccola, Peter Maxwell Davies, John Tavener, Anthony Milner, Stanley Glasser (gesungen in der Zulu Sprache), Christopher Brown, Geoffrey Burgon und seinem eigenen Schüler Nicholas Maw kamen zur Aufführung.

## Ehrungen und privates Leben
Sein Verständnis für die barocke Aufführungspraxis wurde in verschiedenen Schriften referiert. Zur The New Oxford History of Music trug er einen Kapitel über der deutschen Kirchenmusik im 18ten Jahrhundert bei. Er schrieb Textbücher über Harmonielehre und die Bücher Bach’s Passions, Bach for Choirs, und Performing Bach’s Vocal Music.
Paul Steinitz war Ehrenmitglied der Royal Academy of Music und des Royal College of Organists. In Bachs 300sten Geburtsjahr (1985) wurde er als Officer of the Order of the British Empire (OBE) ausgezeichnet.
Steinitz starb im April 1988 in seinem im 18. Jahrhundert gebauten Landhaus. Er war ein frommer Quäker, der Zeit seines Lebens davon überzeugt war, dass Musik die Kraft besitzt, Friede zwischen politischen Lagern zu stiften.
Ein Denkmal von Steinitz wurde 1991 im Kloster St Bartholomew-the-Great, West Smithfield in London, enthüllt.
Heute organisiert die London Bach Society jedes Jahr ein Bachfest.